# ماثيو لودج (دبلوماسي)
ماثيو جيمس لودج (3 يوليو 1968 -) دبلوماسي بريطاني يعمل سفيرًا لدى اليونان منذ سبتمبر 2021. وعمل سفير المملكة المتحدة لدى فنلندا (من 2010 حتى 2013) وسفير المملكة المتحدة لدى الكويت (من 2014 حتى 2017).

## النشأة والتعليم
ولد ماثيو يوم 3 يونيو 1968 في كروسبي في لانكشاير بإنجلترا. وتعلم في مدرسة أبينجدون الخاصة في أوكسفوردشاير.

### الخدمة العسكرية
كُلَّف ماثيو في 10 سبتمبر 1986 لودج في البحرية الملكية البريطانية برتبة ملازم ثانٍ، مع الأقدمية في تلك الرتبة يوم 1 سبتمبر 1986. حصل على منحة جامعية ثم درس اللغات الحديثة (الفرنسية والروسية) في جامعة برمنغهام، وتخرج بدرجة البكالوريوس في الآداب (مع مرتبة الشرف). نال رتبة ملازم قبل أن يتقاعد من مشاة البحرية الملكية في 4 مايو 1996 بعد عشر سنوات من الخدمة.

## عمله دبلوماسيًّا
عمل ماثيو في وزارة الخارجية وشؤون الكومنولث (FCO) في عام 1996. تمحورت لقاءاته الأول في البداية في منطقة البلقان وشرق البحر الأبيض المتوسط. كان سكرتيرًا خاصًا لوكيل وزارة الخارجية الدائم للشؤون الخارجية من عام 2004 إلى عام 2007. وكان نائب رئيس البعثة في السفارة البريطانية في بغداد، العراق عام 2007، ثم التحق بدورة القيادة والأركان العليا عام 2008.
عمل ماثيو رئيسًا لمجموعة أفغانستان في وزارة الخارجية والكومنولث من عام 2008 حتى عام 2010. وعمل سفير صاحبة الجلالة لدى فنلندا من عام 2010 حتى عام 2013، وسفير صاحبة الجلالة لدى دولة الكويت من عام 2014 حتى عام 2017. وفي عام 2017، عُيَّن وزيرًا في السفارة البريطانية في باريس، وعمل سفيراً ومندوباً دائماً لدى منظمة الأمم المتحدة للتربية والعلم والثقافة (اليونسكو). رُقَّى نائبَ رئيس البعثة في عام 2020. وفي ديسمبر 2020 أُعلن أنه سيكون السفير البريطاني القادم لدى اليونان. ثم قدم أوراق اعتماده إلى رئيسة الجمهورية اليونانية كاترينا ساكيلاروبولو في 22 سبتمبر 2021.